# Sint-Marcuskerk (Oisterwijk)
De Sint-Marcuskerk was een parochiekerk in de tot de Noord-Brabantse gemeente Oisterwijk behorende plaats Oisterwijk. De kerk was gelegen aan het Icarusplein 1.

## Geschiedenis
In 1963 werd te Oisterwijk de derde parochie opgericht die de nieuwe naoorlogse woonwijk Het Westend in het westen van het dorp omvatte en gesticht werd vanuit de Sint-Petrusparochie. In 1964 kwam een noodkerk tot stand die vanuit 's-Hertogenbosch was overgebracht. Het was een doosvormig gebouw met plat dak.
In 1993 werd de parochie opgeheven. In 1995 werd de kerk gesloopt.